# 辟拉
辟拉或譯彼耳哈（希伯來語：בִּלְהָה，意为“犹豫的、害羞的”），是《希伯来圣经·创世记》中记载的一个人物，是拉结的侍女、雅各的妾、但和拿弗他利的母亲（《创世记》第30章第3-5节、第35章第25节）。
辟拉是拉班在女儿拉结嫁给雅各时给她的侍女。有一些解经家认为，拉结和利亚的侍女——辟拉和悉帕实际上是拉班的2个年幼的女儿。
由于拉结无法生育，她为了和姐姐利亚竞争，就将自己的侍女送给丈夫雅各为妾，当辟拉生下2个儿子时，欣喜的拉结为他们起名为但和拿弗他利，教育他们，他们的后裔构成了未来的2个以色列支派。
在拉结去世后，雅各和利亚所生的长子流便，由于他和辟拉通奸的事情被父亲雅各发现，失去了获得双倍土地的长子名分（《创世记》第35章第22节、第49章第3-4节；《申命记》第21章第17节）。 
《创世纪》 (35章 25节)
辟拉（生）—— 但 \ דָן
拿弗他利 \נַפְתָּלִי
根据Rashi的观点，在拉结在世时，雅各的床安放在她的帐篷，只是有时拜访其他妻妾的帐篷。拉结去世后，雅各的床就安放在受过拉结指导的辟拉的帐篷，以尽量接近他所钟爱的拉结。不过，流便感到这样做对于他的母亲、雅各的原配妻子利亚是一种藐视，于是把雅各的床安放到他母亲利亚的帐篷内。这种对雅各隐私的侵入相当严重，以至于圣经将此视同通奸。
辟拉据说安葬在提比里亚的Tomb of the Matriarchs。

## 通俗文化
Margaret Atwood的书《侍女的故事》描写了流便和辟拉的故事。在Anita Diamant的小说《红帐篷》中，辟拉和悉帕被写成拉结和利亚的异母妹妹。
| 雅各和各个妻妾所生的子女及出生次序 |                    |                    |                    |                    |                    |                    |                    |                    |                    |            |               |           |           |             |              |              |
| 利亚                               | 利亚               | 利亚               | 利亚               | 利亚               | 利亚               | 利亚               | 利亚               | 利亚               | 利亚               | 流便（1）  | 西缅（2）     | 利未（3） | 犹大（4） | 以萨迦（9） | 西布伦（10） | 底拿（女儿） |
| 拉结                               | 拉结               | 拉结               | 拉结               | 拉结               | 拉结               | 拉结               | 拉结               | 拉结               | 拉结               | 约瑟（11） | 便雅悯（12）  |           |           |             |              |              |
| 辟拉（拉结的侍女）                 | 辟拉（拉结的侍女） | 辟拉（拉结的侍女） | 辟拉（拉结的侍女） | 辟拉（拉结的侍女） | 辟拉（拉结的侍女） | 辟拉（拉结的侍女） | 辟拉（拉结的侍女） | 辟拉（拉结的侍女） | 辟拉（拉结的侍女） | 但（5）    | 拿弗他利（6） |           |           |             |              |              |
| 悉帕（利亚的侍女）                 | 悉帕（利亚的侍女） | 悉帕（利亚的侍女） | 悉帕（利亚的侍女） | 悉帕（利亚的侍女） | 悉帕（利亚的侍女） | 悉帕（利亚的侍女） | 悉帕（利亚的侍女） | 悉帕（利亚的侍女） | 悉帕（利亚的侍女） | 迦得（7）  | 亚设（8）     |           |           |             |              |              |